# Paul Audi
 (novembre 2024).
Pour les articles homonymes, voir Audi (homonymie).
Paul Audi, né en 1963 à Beyrouth au Liban, est un philosophe français.

## Biographie
Paul Audi est né en 1963 à Beyrouth au Liban, mais il a quitté ce pays et s'est installé en France avec sa famille à l'âge de onze ans, en 1975. Il est ancien élève de l'École normale supérieure (1984-1988), agrégé de philosophie (1987) et docteur en philosophie (1993).
Après avoir soutenu en 1993 une thèse sur Jean-Jacques Rousseau à l'université Paris-Sorbonne sous la direction de Jean-Marie Beyssade (publiée aux PUF sous le titre Rousseau, éthique et passion), il a d'abord enseigné à l’université Paris-Est-Créteil-Val-de-Marne, puis, selon les années, à l'Institut catholique de Paris.
Entre 1997 et 2003, il a co-dirigé une collection d'essais aux Presses universitaires de France (« Perspectives Critiques »).
Il est l’auteur de plus d’une trentaine d’ouvrages dont la plupart sont consacrés à la relation qui s’est établie dans la pensée et la culture occidentales entre l’éthique et l’esthétique, c’est-à-dire entre l’aspiration au Bien et la recherche du Beau, surtout au cours des Temps modernes (voir à ce sujet Créer. Introduction à l’esth/éthique et Curriculum. Autour de l'est/éthique),.
Il est membre statutaire de l’équipe de recherches PHILéPOL (Philosophie, épistémologie, politique) à l’Université Paris-Descartes et membre du comité de rédaction de la revue Cités, publiée aux PUF.

## Œuvre
(novembre 2024).
Tirant profit de ses lectures de Jean-Jacques Rousseau, de Nietzsche, de Michel Henry et, plus récemment, de Jacques Lacan, Paul Audi interroge les conditions éthiques et esthétiques permettant à l’être humain d’accéder à sa propre humanité, l’aménagement de cet accès définissant, à ses yeux, la mission spécifique de l’art et, plus particulièrement, de la littérature. Dans cette perspective, ses ouvrages prennent appui sur Stéphane Mallarmé, Romain Gary, Alfred Jarry, Albert Camus, Pierre Michon, Paul Celan, Molière.
Son ouvrage de 2010 Créer dessine les contours d’un champ d’investigations et d’interprétations que son auteur appelle, en forgeant un mot-valise, « l’esth/éthique ». L’esth/éthique désigne pour lui le temps et le lieu de la pénétration de l’éthique au cœur de l’esthétique. Elle est suspendue à la question de la création humaine ; elle se demande si et si oui, pourquoi, en quoi et comment, l'activité créatrice peut être considérée comme un « propre » de l’homme. Dans Curriculum. Autour de l'esth/éthique, l’esth/éthique est présentée comme ce qui « se définit de jeter une lumière sur le fait que l’artiste demande toujours quelque chose à son art, quelque chose qui est de l’ordre de la vie au-delà de cette vie qui s’épuise à survivre à tout ce qui l’épuise... Quelque chose qui vise à l’accroissement des possibilités de vie ».  
Paul Audi indique que trois de ses ouvrages (1. L'Affaire Nietzsche; 2. Analyse du sentiment intérieur; 3. Supériorité de l'éthique), dont la rédaction s'étale sur une dizaine d'années, forment système sous la forme d'un TRIPTYQUE intitulé : Le Soi, sa vie, son œuvre. De même, Le Théorème du Surmâle, Le Pas gagné de l'amour et De l’érotique forment une TRILOGIE intitulée Désirer s’aimer.
En 2019, Paul Audi s’associe au compositeur Zad Moultaka pour créer un opéra en neuf tableaux, intitulé Hémon. Le livret dont il est l’auteur est tiré de son drame Le Choix d’Hémon, publié en septembre 2021 aux éditions Galilée. L’opéra est une commande de l’Opéra national du Rhin. Sa création mondiale – en version musicale et non scénique – a eu lieu le 20 mars 2021, à Strasbourg,, (elle a été retransmise en direct sur les ondes de France Musique, dans l’émission « Samedi à l’Opéra » de Judith Chaine).

## Décoration
- Officier de l'ordre des Arts et des Lettres (2006)[10]

## Principales publications
- De la véritable philosophie. Rousseau au commencement, Le Nouveau Commerce, 1994.
- L’Autorité de la pensée, Presses universitaires de France, coll. « Perspectives critiques », 1997.
- Rousseau, éthique et passion, Presses universitaires de France, coll. « Perspectives critiques », 1997.
- La Tentative de Mallarmé, première version : Presses universitaires de France,« Perspectives critiques », 1997 ; deuxième version, dans Créer (2010).
- Picasso, picaro, picador. Portrait de l’artiste en surmâle, première version : Presses universitaires de France,« Perspectives critiques », 1998 ; deuxième version, dans Jubilations (2009).
- L’Éthique mise à nu par ses paradoxes, même, Presses universitaires de France, coll. « Perspectives critiques », 2000.
- Crucifixion, Encre marine, 2001.
- L’Europe et son fantôme, Léo Scheer, coll. « Manifeste », 2003.
- L’Ivresse de l’art. Nietzsche et L’esthétique, LGF/Livre de Poche, coll. « Biblio Essais », 2003.
- Où je suis. Topique du corps et de l’esprit, Encre Marine, 2004.
- Michel Henry. Une trajectoire philosophique, Les Belles Lettres, coll. « Figures du savoir », 2006.
- Supériorité de l’éthique, première édition : Presses universitaires de France, coll. « Perspectives critiques », 1999 ; deuxième édition, revue et corrigée : Presses universitaires de France, coll. « Quadrige », 2000 ; édition définitive, remaniée et augmentée : Flammarion, coll. « Champs », 2007.
- Je me suis toujours été un autre. Le paradis de Romain Gary, Christian Bourgois, 2007[11].
- Rousseau, une philosophie de l’âme, Verdier, coll. « Verdier/poche », 2008[12].
- Jubilations. Incursions dans l'esth/éthique, Christian Bourgois, coll. « Titres », 2009[13].
- Créer. Introduction à l’esth/éthique, première édition, Encre Marine, 2005 ; nouvelle édition entièrement refondue, Verdier, coll. « Verdier/poche », 2010[14].
- Le Regard libéré d’Eugène Leroy, Galerie de France, 2010.
- L’Empire de la compassion, première édition : Les Belles Lettres, coll. « Encre marine », 2011 ; nouvelle édition, revue et augmentée : Pocket, coll. « Agora », 2021.
- Le Théorème du Surmâle. Lacan selon Jarry, Paris, Verdier, 2011. – Cet ouvrage a reçu le Prix Œdipe, 2012.
- Discours sur la légitimation actuelle de l'artiste, Les Belles Lettres, coll. « Encre marine », 2012.
- La Fin de l’impossible, première édition, Christian Bourgois, 2005 ; nouvelle édition augmentée, Christian Bourgois, coll. « Titres », 2012.
- L’Affaire Nietzsche, Verdier, coll. « Verdier/poche », 2013.
- Qui témoignera pour nous ? Albert Camus face à lui-même, Verdier, 2013[15],[16]. – Cet ouvrage a reçu le Grand Prix de la Critique littéraire, 2014 (décerné par le P.E.N Club de France) - et le Prix Littéraire du Savoir et de la Recherche, 2013.
- Le Démon de l’appartenance, Les Belles Lettres, coll. « Encre marine », 2014[17].
- Terreur de la peinture, peinture de la Terreur. Sur Les Onze, de Pierre Michon, William Blake & Co, 2015.
- Lacan ironiste, Mimesis, coll. « Philosophie et Société », 2015.
- Le Pas gagné de l'amour, Galilée, coll. « Débats », 2016[18].
- Analyse du sentiment intérieur, Verdier, coll. « Verdier/poche », 2017.
- Au sortir de l’enfance, Verdier, 2017[19],[20].
- « ... et j’ai lu tous les livres ». Mallarmé – Celan, Galilée, coll. « Débats », 2017. – Cet ouvrage a reçu le Prix Henri Mondor 2018 (décerné par l’Académie Française).
- De l’érotique, Galilée, coll. « Débats », 2018[21] ; nouvelle édition, remaniée et augmentée : Verdier, coll. « Verdier/poche », 2021.
- Réclamer justice, Galilée, coll. « Débats », 2019[22].
- Curriculum. Autour de l’esth/éthique, Verdier, 2019.
- L’Irréductible. Essai sur la radicalité en phénoménologie, Hermann, coll. « Le Bel Aujourd’hui », 2020[23].
- Je ne vois que ce que je regarde. Proximité du tableau, I, Galilée, coll. « Débats », 2021[24].
- Le Choix d’Hémon, Galilée, coll. « Lignes fictives », 2021[25].
- Liberté, égalité, singularité. Rousseau en héritage, Vrin, coll. « Bibliothèque d’histoire de la philosophie », 2021.
- La Riposte de Molière, Verdier, coll. « Verdier/poche », 2022 [26].
- Troublante identité, Stock, 2022[1]. – Cet ouvrage a reçu le Prix littéraire des Inrockuptibles 2022, dans la catégorie Essai.
- Tenir tête, Stock, 2024. – Cet ouvrage a reçu le prix Femina essai 2024.
- Trois peintres de la Figure. Proximité du tableau, II, L'Atelier contemporain, 2024.